# Vi lever på Vesterbro
Vi lever på Vesterbro er det første album udgivet under navnet Vesterbro Ungdomsgård i 1974.

## Baggrund
Sangene på denne plade er teatersange. De er skrevet på Vesterbro Ungdomsgård i København, hvor børn fra Ungdomsgårdens fritidsklub havde sunget dem i flere forskellige teaterstykker. De børn og unge, som synger på pladen, var mellem 10 og 16 år, og sangene handler om nogle af de ting, som optager børn og voksne i alle aldre, som f.eks. kærlighed, vold, rigdom, fattigdom, virkelighed, eventyr, forurening, krig, magt, familie, bolig, længsel, fred, sjov og lykke. Sangene er taget fra følgende teaterstykker af Bo Schiøler og Connie Skovvart: Lån mig din jakke, Romeo og Julie (meget frit efter William Shakespeare), Pigen med svovlstikkerne (meget frit efter H.C. Andersen), Moon Story og Kong Vold.

## Numre
Alle sange er skrevet og komponeret af Bo Schiøler og Connie Skovvart.
| #   | Titel                          | Længde |
| --- | ------------------------------ | ------ |
| 1.  | "En dag på Jorden"             |        |
| 2.  | "Pigen med svovlstikkerne"     |        |
| 3.  | "Jeg er det tekniske menneske" |        |
| 4.  | "Vi vil ikke gå med knojern"   |        |
| 5.  | "Den rige mand"                |        |
| 6.  | "Solens gyldne skær"           |        |
| 7.  | "Vold gør ondt"                |        |
| 8.  | "På gøglernes vej"             |        |
| 9.  | "Åh, Elvis"                    |        |
| 10. | "Romeo og Julie"               |        |
| 11. | "Skidt og møg"                 |        |
| 12. | "To familier sloges"           |        |
| 13. | "Li'som mor og far"            |        |
| 14. | "Det er mig der spø'r"         |        |
| 15. | "Vi lever på Vesterbro"        |        |

På den oprindelige lp var de første otte numre på side 1 og resten på side 2.

## Musikere
- Bo Schiøler (Akustisk guitar)
- Lars Kristoffersen (Bas-guitar)
- Søren Møller Madsen (El-guitar)
- Tom Agerbech (Fløjte, mundharpe og tamburin)
- Ivan Warrer (Orgel og el-piano)
- John Pickardt (Trommer)